# حمام تپه
حمام تپه مربوط به دوره ساسانیان است و در شهرستان زنجان، بخش قره پشتلو، روستای قبله بلاغ واقع شده و این اثر در تاریخ ۱۴ مرداد ۱۳۸۲ با شمارهٔ ثبت ۹۴۶۷ به‌عنوان یکی از آثار ملی ایران به ثبت رسیده است.